# قطعنامه ۱۰۹۵ شورای امنیت
قطعنامه ۱۰۹۵ شورای امنیت سازمان ملل متحد که در تاریخ ۲۸ ژانویه ۱۹۹۷ تصویب شد، سندی بین‌المللی دربارهٔ بررسی وضعیت خاورمیانه است. این قطعنامه طی نشست ۳۷۳۳ام با ۱۵ رای موافق، ۰ مخالف و ۰ ممتنع تصویب شد.